# Test for Echo
Test for Echo lautet der Titel des 16. Studioalbums, das die kanadische Rockband Rush im September 1996 veröffentlicht hat.
"Driven" ist eine sehr gitarrenlastige Nummer, die nach der zweiten Strophe ein Basssolo aufweist. "Half the world" bezieht sich auf die Ungerechtigkeit in der Welt, in der eine Hälfte gut und zufrieden ist, während sie auf Kosten der anderen Hälfte lebt. "Half the world cries, half the world laughs. Half the world tries to be the other half."
In "Virtuality" bezieht sich Neil Peart auf das zunehmende Computerzeitalter und dass sich jeder rund um die Welt verständigen kann. "Net boy, net girl, send your signal round the world" oder "Put your message in a modem and throw it in the Cyber Sea". Dabei vergleicht er das Internet als virtuelles Land mit "footprints in the virtual sand".
"Totem" besingt ein religiös behaftetes Thema: die Leichtgläubigkeit an irgendwelche Gottheiten. "I believe in what I see, I believe in what I hear" heißt es im Refrain.
Bei Live-Auftritten zeigen die drei Musiker, dass die Bearbeitung für die Bühne anders ausfallen kann: "Resist" auf der R30-Tournee wird in reduzierter Form aufgeführt; nur mit zwei akustischen Gitarren und der grellen Stimme von Geddy Lee.

## Titelliste
1. Test for Echo – 5:55
2. Driven – 4:26
3. Half the World – 3:43
4. Colour of Right – 4:49
5. Time and Motion – 5:01
6. Totem – 4:58
7. Dog Years – 4:55
8. Virtuality – 5:43
9. Resist – 4:23
10. Limbo – 5:29
11. Carve away the Stone – 4:06

## Besetzung
- Geddy Lee – Bass, Synthesizer, Gesang
- Alex Lifeson – E- und Akustikgitarren, Mandoline
- Neil Peart – Schlagzeug, Cymbals